# 天津天海足球俱乐部
天津天海足球俱乐部是中国天津市一家已解散的足球俱乐部，解散前为中國足球超級聯賽參賽球隊。
2006年6月，俱乐部前身滨海职业足球俱乐部在呼和浩特成立。2008年主场迁回天津市，更名为天津松江足球俱乐部。2015年7月，俱乐部被权健集团并购，更名为天津权健足球俱乐部。2019年1月，因权健集团涉嫌传销，俱乐部交由天津市足协托管，更名为天津天海足球俱乐部。2020年5月12日上午，天津天海俱乐部宣布正式解散。
天津天海曾获得2010年中乙联赛亚军，2016年中甲联赛冠军和2017年中超联赛季军，于2018年参加亚冠联赛晋级八强。

## 球队历史

### 天津松江时期
天津天海足球俱乐部的前身天津松江成立于2006年，首任主教练为韩金铭，2007年球队将主场设在呼和浩特，由天津滨海控股有限公司冠名球队为呼和浩特滨海，并首次参加乙级联赛，随后球队在2008年迁回天津。
2008年，天津松江被冠名为天津市团泊新城参加乙级联赛，主教练是张效瑞。
2010年在过去连续两赛季冲甲未果的天津松江在教练方面做出调整，聘请了一位来自比利时的外籍主教练帕特里克·德维尔德，天津松江也成为中乙联赛中第一支聘请外籍主教练的球队，在这个赛天津松江季以10胜5平1负的成绩，成为了预赛南区冠军，在决赛阶段的半决赛淘汰了大连毅腾晋级决赛获得2011年的中甲联赛资格，但天津松江在决赛不敌大连阿尔滨，获得联赛亚军。
2011年3月，天津松江在队史首场的中甲联赛中以1-0战胜延边长白虎，但在此后的12轮比赛中，天津松江非平即负，没有取得一场胜利，直到第14轮比赛才取得赛季的第2场胜利。期间，主教练德维尔德离任，由助理教练郝海涛接任。
2012年，天津松江使用团泊足球场作为新主场，是第一支以专业足球场作为主场的中甲联赛球队。2012赛季开始前，球队续约了核心球员罗迪奇，并引进了天津籍名将万程以及韩国后卫李世仁增强球队实力。
2012年11月16日，郝海东卸任。韩金铭与郝海涛随他一起离开。李微奇和张效瑞分别接任球队的总经理和副总经理，本土老帅裴恩才接任主教练。赛季即将结束时，裴恩才因为母亲病故而离队，教练组组长张效瑞率领球队打完了最后四轮比赛。
2013年底，球队聘请意大利知名教头贾尼·博尔托莱托担任球队技术总监，在2014赛季开始前更被任命为球队主教练。但由于战绩不佳，在下半赛季被葡萄牙教练曼努埃尔·卡胡达替代。
2015年，俱乐部聘请在中国执教经历丰富的德拉岑·拜塞克担任主教练，并引进了津门名将杨君以及广东日之泉队后防大将刘盛。但在赛季初，锋线大将克劳迪内重伤，赛季报销，球队得分能力大减，在一连串不胜之后，球队在5月初与拜塞克解约。在经过教练组组长孙建军过渡之后，于5月12日签约前北京八喜主教练戈兰·托米奇成为球队主帅。

### 天津权健时期
2015年中期转会期间，由于天津泰达总经理李广益为了泰达俱乐部利益，未将赞助商天津权健集团签约的国家队主力边锋孙可报名，让球员面临无球可踢的境地。天津泰达集团与天津权健集团分道扬镳。天津权健随即全资入主天津松江足球俱乐部，俱乐部将在赛季结束后更名为天津权健足球俱乐部并引进卢森伯格团队作为教练团队并且签下法比亚诺、贾德森等重量级引援，励志2016赛季冲超成功。
2016年6月初，由于球队遭遇数轮不胜，球队宣布解除主教练卢森伯格及其团队的职务。6月9日，俱乐部官方宣布由前意大利国脚卡纳瓦罗接任球队主教练，并在赛季最后一轮冲超成功。
2017赛季，球队最终以15胜9平6负积54分的成绩位列当赛季积分榜第三位，取得2018年亚足联冠军联赛附加赛参赛资格。同年11月，球队主教练卡纳瓦罗离任，由前佛罗伦萨主教练保罗·索萨接任球队主教练一职。
2018年亚冠联赛中，权健在1/4决赛次回合较量中以0：3，总比分0：5负于鹿岛鹿角，止步八强。
2018年10月，球队宣布保罗·索萨离任权健主教练一职，同年11月初，宣布崔康熙自2018赛季结束后担任权健主教练。
在2018年12月权健集团陷入舆论风波之后的12月25日开始，权健俱乐部官网不再刊载集训消息，而天津多家媒体也不再刊登关于天津权健的集训报道。

### 天津天海时期

#### 2019赛季
2019年1月7日，据某足球记者透露，天津权健足球俱乐部已交由天津市足协托管，并将更名为“天津天海”，同时正在寻求新的投资人。1月8日，天津权健足球俱乐部完成工商更名手续，更名为天津天海足球俱乐部。
改名天海后，球队因无力支付崔康熙团队的高薪而与其解约；虽然引入了多名国脚以及阿兰等大牌外援，但赛季前11轮仅取得1胜4平6负的惨淡成绩，排名垫底，迫使主帅沈祥福下课，由上赛季末段担任主教练的韩国人朴忠均接任。然而朴忠均面对球队困境也无力回天，球队15轮仅取得11分，仍徘徊于降级区，最终黯然下课。随后由李玮锋担任球队教练组长（由于李玮锋并无教练资格证书，故由刘学宇担任名义上的主教练）。第29轮比赛，天津天海主场5-1大胜大连一方；由于同时进行的比赛中，深圳佳兆业被河南建业3-3逼平，天津天海提前一轮保级成功，而深圳佳兆业提前降级。

#### 2020赛季
2020年3月6日，天津天海足球俱乐部宣布拟0元对外转让其100%股权，转让期限至3月14日止；3月13日，俱乐部官方宣布将全部股权转让给万通投资控股股份有限公司。
2020年5月，由于天津天海足球俱乐部和万通公司关于球队转让问题的谈判破裂，使得该球队间接失去了新赛季联赛的参赛资格，走到了破产的边缘。5月11日，有媒体称天津天海已经向足协申请退出联赛，5月12日上午，天津天海俱乐部宣布正式解散。

## 俱乐部文化

### 主场
从2012年起，天津松江队开始使用位于天津静海县的天津团泊足球场，这也是中国国内首座下沉式专业足球场。为配合在天津举行的2013年东亚运动会准备工作，天津松江队曾暂时将主场迁至天津市津南区的海河教育园体育中心。
自2016年正式更名为天津权健足球俱乐部后，俱乐部选择使用海河教育园体育中心做为主场。
为满足参加亚冠联赛的场地相关需求，2018年俱乐部参加亚冠联赛使用天津奥林匹克体育中心体育场做为主场。
2019年正式更名为天津天海足球俱乐部，俱乐部选择与天津泰达足球俱乐部共同使用天津奥林匹克体育中心体育场做为主场。
|  |

### 队名变化
- 2006年—2007年，呼和浩特滨海
- 2008年—2015年，天津松江
- 2016年（7月）-2018年，天津权健[16]
- 2019年（1月15日）-2020年（5月12日），天津天海[17]

## 著名球员
| 张效瑞（2008年） 田旭（2008年） 黄勇（2009-2010年） 荣宇（2009年-2020年） 冯扬（2009-2013年） 刘涛（2011-2012年） 王强（2011-2012年） 万程（2012年-2020年） 姜积弘（2013年） 蔡楚川（2013年-2014年） 赵燕明（2013年-2015年） 李星灿（2014年-2020年） 赵旭日（2016-2018年） 张鹭（2016年-2020年） 孙可（2016年-2020年） 张烁（2015年-2020年） 杨君（2015年-2020年） 张修维（2016-2018年） 刘奕鸣（2016-2018年） 杨善平（2017年） 王永珀（2017-2020年） 杨旭（2017-2020年） | 亚历山大·罗迪奇（2011年-2012年） 大卫·兰 (2011年-2012年) 李世仁（2012年） 吴偉超（2013年-2016年） 瓦格纳（2013年） 马丁·埃德温·加西亚（2013年） 马里奥·卢西奥（2013年-2015年） 克劳迪内（2014年-2015年） 贾德森（2016年） （2016年） （2017-2018年） （2017-2019年） |

## 历任主教练
| 姓名                 | 在任时间              |
| 韩金铭               | 2007年                |
| 张效瑞               | 2008年-2009年         |
| 郝海东（代理主教练） | 2010年                |
| 帕特里克·德维尔德    | 2010年-2011年         |
| 郝海涛               | 2011年-2012年         |
| 裴恩才               | 2013年                |
| 张效瑞（代理主教练） | 2013年                |
| 贾尼·博尔托莱托      | 2014年                |
| 曼努埃尔·卡胡达      | 2014年                |
| 德拉岑·拜塞克        | 2015年1月-5月         |
| 孙建军（代理主教练） | 2015年5月             |
| 戈兰·托米奇          | 2015年5月-11月        |
| 万德雷·卢森博格      | 2015年12月-2016年6月  |
| 法比奥·卡纳瓦罗      | 2016年6月-2017年11月  |
| 保罗·索萨            | 2017年11月-2018年10月 |
| 朴忠均               | 2018年10月-2018年11月 |
| 崔康熙               | 2018年12月-2019年1月  |
| 刘学宇（代理主教练） | 2019年1月-2019年2月   |
| 沈祥福               | 2019年2月-2019年5月   |
| 朴忠均               | 2019年5月-2019年10月  |
| 李玮锋               | 2019年10月-2020年5月  |

## 教练组名单
| 姓名   | 职位       |
| 李玮锋 | 教练组组长 |
| 郝海涛 | 助理教练   |